# France Télévisions
«Франс Телевизьон» («France Télévisions» - букв. «телевидения Франции») — анонимное общество, осуществляющее телевещание во Франции с 2010 года.

## Телевещательная деятельность компании
Компания ведёт:
- с 2010 года
  - вещание по 2-й телепрограмме (программе «Франс 2» («France 2»)), включающей в себя информационные программы «Ле Журналь де 20 ор» (Le Journal de 20 heures) (хронометраж - 35 минут), «Ле Журналь де 13 ор» (Le Journal de 13 heures), развлекательные программы, премьеры и повторы телефильмов и телесериалов, телевизионные премьеры и повторы кинофильмов, с 2008 года по 52-му каналу передаётся в стандарте разложения 1080i, принимаемой на обычную антенну (по системе «ДВБ-Т», до 30 ноября 2011 года — по системе «СЕКАМ») во всех населённых Франции, через сети кабельного телевидения во всех крупных и средних городах Франции, в большинстве населённых пунктов Европы - на спутниковую антенну (по системе «ДВБ-С», ранее - по системе «СЕКАМ»);
  - вещание по 3-й телепрограмме (программе «Франс 3» («France 3»)), включающей в себя информационные программы «19/20» (хронометраж - 17 минут) и «12/13» (хронометраж - 25 минут), развлекательные программы, премьеры и повторы телефильмов и телесериалов, телевизионные премьеры и повторы кинофильмов, с 2010 года передаётся в стандарте разложения 1080i, принимаемой на обычную антенну (по системе «ДВБ-Т», до 30 ноября 2011 года — по системе «СЕКАМ») во всех населённых Франции, через сети кабельного телевидения во всех крупных и средних городах Франции, в большинстве населённых пунктов Европы - на спутниковую антенну (по системе «ДВБ-С», ранее - по системе «СЕКАМ»);
  - вещание по 5-й телепрограмме (программе «Франс 5» («France 5»)), включающей в себя научно-популярные, учебные и художественно-публицистические передачи, с 2009 года передаётся в стандарте разложения 1080i, принимаемой на обычную антенну (с 31 марта 2005 года - по системе «ДВБ-Т», до 30 ноября 2011 года — по системе «СЕКАМ») во всех населённых Франции, через сети кабельного телевидения во всех крупных и средних городах Франции, в большинстве населённых пунктов Европы - на спутниковую антенну (по системе «ДВБ-С», ранее - по системе «СЕКАМ»);
  - вещание по телепрограмме «Франс 4» («France 4»), включающей в себя развлекательные передачи, принимаемой на обычную антенну (по системе «ДВБ-Т») во всех населённых Франции, через сети кабельного телевидения во всех крупных и средних городах Франции, в большинстве населённых пунктов Европы - на спутниковую антенну (по системе «ДВБ-С», ранее - по системе «СЕКАМ»)
  - вещание по телепрограмме «Франс Энфо» («France Info»), принимаемой на обычную антенну (по системе «ДВБ-Т») во всех населённых Франции, через сети кабельного телевидения во всех крупных и средних городах Франции, в большинстве населённых пунктов Европы - на спутниковую антенну (по системе «ДВБ-С», ранее - по системе «СЕКАМ»);
  - (Карибское море)
    - гваделупской 1-й телепрограмме («Гваделуп Премьер» («Guadeloupe 1re»));
    - мартиникской 1-й телепрограмме («Мартиник Премьер» («Martinique 1re»));
    - гвианской 1-й телепрограмме («Гвиан Премьер» («Guyane 1re»));
    - сен-пьерско-микелонской 1-й телепрограмме («Сен-Пьер-э-Микелон Премьер» («Saint-Pierre et Miquelon 1re»));

  - (Африка)
    - майоттской 1-й телепрограмме («Майотт Премьер» («Mayotte 1re»));
    - реюньонской 1-й телепрограмме («Реюньон Премьер» («Réunion 1re»));

  - (Океания)
    - ново-каледонской 1-й телепрограмме («Нувель-Каледони Премьер» («Nouvelle-Calédonie 1re»));
    - полизейской 1-й телепрограмме «Полинези Премьер» («Polynésie 1re»);
    - уоллис-фортунской 1-й телепрограмме («Уоллис-э-Фортуна Премьер» («Wallis et Futuna 1re»).
- с 2017 года
  - местные тематические передачи по 3-му каналу:
    - в области Овернь-Рона-Альпы («Франс 3 Овернь-Рон-Альп»);
    - в области Бургонь-Франш-Конте («Франс 3 Бургонь-Франш-Конте»);
    - в области Бретань («Франс 3 Бретань»);
    - в области Центр («Франс 3 Сентр-Валь-де-Луар»);
    - в области Корсика («Франс 3 Корс Виа Стелла»);
    - в области Великий Восток («Франс 3 Гран Эст»);
    - в области Верхняя Франция («Франс 3 О-де-Франс»);
    - в области Иль-де-Франс («Франс 3 Иль-де-Франс»);
    - в области Нормандия («Франс 3 Норманди»);
    - в области Новая Аквитания («Франс 3 Нувель-Аквитэн»);
    - в области Окситания («Франс 3 Окситани»);
    - в области Земли Луары («Франс 3 Па-де-ля-Луар»);
    - в области Прованс-Альпы-Лазурный Берег («Франс 3 Прованс-Альп-Кодт-д'Азур»)

  - местные информационные передачи по 3-му каналу:
    - «12/13 Альп» и «19/20 Альп» в департаментах Изер, Савойя и Верхяя Савойя бывшего региона Рона-Альпы;
    - «12/13 Овернь» и «19/20 Овернь» в бывшем регионе Овернь;
    - «12/13 Рон-Альп» и «19/20 Рон-Альп» в департаментах Эн, Ардеш, Дром, Луара и Рона бывшего региона Рона-Альпы;
    - «12/13 Бургундия» и «19/20 Бургундия» в регионе Бургундия;
    - «12/13 Франш-Конте» и «19/20 Франш-Конте» в бывшем регионе Франш-Конте;
    - «12/13 Бретань» и «19/20 Бретань» в бывшем регионе Бретань;
    - «12/13 Па-де-ля-Луар» и «19/20 Па-де-ля-Луар» в регионе Земли Луары;
    - «12/13 Норманди Кан» и «19/20 Норманди Кан» в бывшем регионе Нижняя Нормандия;
    - «12/13 Норманди Руан» и «19/20 Норманди Руан» в бывшем регионе Верхняя Нормандия;
    - «12/13 Пари-Иль-де-Франс» и «19/20 Пари-Иль-де-Франс» в регионе Иль-де-Франс;
    - «12/13 Сентр-Валь-де-Луар» и «19/20 Сентр-Валь-де-Луар» в бывшем регионе Центр;
    - «12/13 Корс» и «19/20 Корс» в регионе Корсика;
    - «12/13 Кот-д'Ажур» и «19/20 Кот-д'Ажур» в департаментах Приморские Альпы и Вар региона Прованс-Альпы-Лазурный Берег;
    - «12/13 Прованс-Альп» и «19/20 Прованс-Альп» в департаментах Буш-де-Рон, Воклюз, Альпы-Верхний Прованс региона Прованс-Альпы-Лазурный Берег;
    - «12/13 Эльзас» и «19/20 Эльзас» в бывшем регионе Эльзас;
    - «12/13 Шампань-Арденн» и «19/20 Шампань-Арденн» в бывшем регионе Шампань-Ардены;
    - «12/13 Лорэн» и «19/20 Лорэн» в бывшем регионе Лотарингия;
    - «12/13 Нор-па-де-Кале» и «19/20 Нор-па-де-Кале» в бывшем регионе Нор-па-де-Кале;
    - «12/13 Пикарди» и «19/20 Пикарди» в бывшем регионе Пикардия;
    - «12/13 Иль-де-Франс» и «19/20 Иль-де-Франс» в регионе Иль-де-Франс;
    - «12/13 Аквитэн» и «19/20 Аквитэн» в бывшем регионе Аквитания;
    - «12/13 Лимузен» и «19/20 Лимузен» в бывшем регионе Лимузен;
    - «12/13 Пуату-Шарант» и «19/20 Пуату-Шарант» в бывшем регионе Пуату-Шаранта;
    - «12/13 Миди-Пиренее» и «19/20 Миди-Пиринеи» в бывшем регионе Юг-Пиринеи;
    - «12/13 Лангедок-Руссильон» и «19/20 Лангедок-Руссильон» в бывшем регионе Лангедок-Руссильон;

В 2010-2017 гг. компания вела местные информационные и тематические передачи по 3-му каналу:
- в департаментах Изер, Савойя и Верхняя Савойя («Франс 3 Альп» («France 3 Alpes»));
- в области Овернь («Франс 3 Овернь» («France 3 Auvergne»));
- в департаментах Эн, Ардеш, Дром, Луара и Рона («Франс 3 Рон-Альп» («France 3 Rhône-Alpes»));
- в области Бургундия («Франс 3 Бургонь» («France 3 Bourgogne»));
- в области Франш-Конте («Франс 3 Франш-Конте» («France 3 Franche-Comté»));
- в области Бретань («Франс 3 Бретань» («France 3 Bretagne»));
- в области Центр («Франс 3 Сентр-валь-де-Луар» («France 3 Centre-Val de Loire»));
- в области Корсика («Франс 3 Корс Виа Стелла» («France 3 Corse Via Stella»));
- в области Эльзас («Франс 3 Эльзас» («France 3 Alsace»));
- в области Лотарингия («Франс 3 Лоррэн» («France 3 Lorraine»));
- в области Шампань-Арденны («Франс 3 Шампань-Арденн» («France 3 Champagne-Ardenne»));
- в области Нор-па-де-Кале («Франс 3 Нор-па-де-Кале» («France 3 Nord-Pas-de-Calais»));
- в области Пикардия («Франс 3 Пикарди» («France 3 Picardie»));
- в области Иль-де-Франс («Франс 3 Иль-де-Франс» («France 3 Paris Île-de-France»));
- в области Верхняя Нормандия («Франс 3 Норманди Руан» («France 3 Normandie Rouen»));
- в области Нижняя Нормандия («Франс 3 Норманди Кан» («France 3 Normandie Caen»));
- в области Аквитания («Франс 3 Аквитэн» («France 3 Aquitaine»));
- в области Лимузэн («Франс 3 Лимузэн» («France 3 Limousin»));
- в области Пуату-Шаранта («Франс 3 Пуату-Шарант» («France 3 Poitou-Charentes»));
- в области Лангедок-Руссильон («Франс 3 Лангедок-Руссильон» («France 3 Languedoc-Roussillon»));
- в области Юг-Пиринеи («Франс 3 Миди-Пиринеи» («France 3 Midi-Pyrénées»));
- в области Долина Луары («Франс 3 Па-де-ля-Луар» («France 3 Pays de la Loire»));
- в департаменте Приморские Альпы («Франс 3 Кот-д'Азур» («France 3 Côte d'Azur»));
- в департаментах Воклюз, Альпы-Верхней Прованс, Буш-дю-Рон («Франс 3 Прованс-Альп» («France 3 Provence-Alpes»));
- с 2010 до 24 августа 2020 года вещание по телепрограмме «Франс 0» («France Ô»).

Компания передаёт:
- Телетекст программы «Франс 2»
- Телетекст программы «Франс 3»
- Телетекст программы «Франс 5»

## Радиовещательная деятельность компании
Компания с 2010 года ведёт радиовещание по первым радиоканалам заморских департаментов и заморских территорий:
- (Карибское море)
  - гваделупскому 1-му радиоканалу («Гваделуп Премьер» («Guadeloupe 1re»));
  - мартиникскому 1-му радиоканалу («Мартиник Премьер» («Martinique 1re»));
- (Америка)
  - гвианскому 1-му радиоканалу («Гвиан Премьер» («Guyane 1re»));
  - сен-пьер-микелонскому 1-му радиоканалу («Сен-Пьер-Микелон Премьер»);
- (Африка)
  - майоттскому 1-му радиоканалу («Майотт Премьер» («Mayotte 1re»));
  - реюньонскому 1-му радиоканалу («Реюньон Премьер» («Réunion 1re»));
- (Океания)
  - ново-каледонскому 1-му радиоканалу («Нувель-Каледони Премьер» («Nouvelle-Calédonie 1re»));
  - уоллис-фортунскому 1-му радиоканалу («Уоллис-э-Фортуна Премьер» («Wallis et Futuna 1re»)).

В 2010-2018 гг. компания вела радиовещание по каналу «Радио Утр-Мэр Премьер» («Radio Outre-Mer 1re»), в 2010-2013 гг. называвшейся «Радио 0» («Radio Ô»).

## Деятельность компании в Интернете
Компания ведёт в сети «Интернет»:
- Сайты «франстелевизьон.фр» (francetelevisions.fr) (на котором ведётся потоковое вещание, а также присутствует программа передач телеканалов по которым компания ведёт вещание); Страницы компании на сайтах «youtube.com», «facebook.com» и «twitter.com»;
- Сайт «la1ere.fr»;
- Сайт «франс2.фр» (ныне - страница сайта «франсе.тв»);
- Сайт «франс3.фр» (ныне - страница сайта «франсе.тв»);
- Сайт «франс4.фр» (ныне - страница сайта «франсе.тв»); страница France 4 на youtube
- Сайт «франс5.фр» (ныне - страница сайта «франсе.тв»);
- Сайт «франствинфо.фр» («francetvinfo.fr») (зарегистрирован в 2011 году); Страница francetvinfo на youtube; Страница francetvinfo в facebook; Страница francetvinfo в twitter
- Сайт «франствспорт.фр» («francetvsport.fr») (зарегистрирован в 2010 году, ныне - страница «франствинфо.фр»); Страница francetvsport на сайте «youtube.com»; Страница francetvsport на сайте «facebook.com»; Страница francetvsport на сайте «twitter.com»;
- Сайт «франс-тв - видео-он-деманд» (france•tv — video on demand) (зарегистрирован в 2006 году);
- Сайт «франс-тв-эдюксьон» (francetv éducation) (зарегистрирован в 2015 году, прекращена работа в 2019 году), страница francetv éducation на сайте «youtube.com», страница francetv éducation на сайте «facebook.com»;
- Сайт «Кюльтюрбокс» («Culturbox») (зарегистрирован в 2008 году, до 2010 года вёлся компанией «Франс 3»);
- Сайт «франс.тв» (ранее - «плюзз.фр» (Pluzz)) (зарегистрирована в 5 июля 2010 году);
- Сайт IRL;
- Сайт France Télévisions Nouvelles Écritures;
- Сайты «людо.фр» («ludo.fr») и «зузус.фр» («zouzous.fr») (ныне страница «франс.тв»)
- Сайт «Le club France TV» (зарегистрирован в декабре 2006 года).

## Медиа-холдинговая деятельность компании
В 2000-2010 гг. через компанию Агентству государственного имущества принадлежали телекомпании:
- «Франс 2» - вещавшая по 2-му телеканалу;
- «Франс 3» - вещавшая по 3-му телеканалу;
- «Франс 4» - вещавшая по одноимённому кабельно-спутнико-цифровому телеканалу
- «Франс 5» - осуществлявшая утренние, дневные и ночные передачи по 5-му телеканалу;
- «Ля Премьер» (La Première) - вещавшая по 1-м телеканалам и 1-м радиоканалам заморских территориях и заморских департаментах Франции.

## Владельцы
Владельцем телекомпании на 100% является Агентство государственного присутствия.

## Руководство
Руководство компанией осуществляют:
- президент компании с полномочиями генерального директора (Président-directeur général), назначаемый Управлением по регулированию аудиовизуальных и цифровых коммуникаций (с 4 февраля 2009[2] до 15 ноября 2013 года[3] - президентом республики), которому подчинены генеральный директор-помощник и директор антенны
- административный совет (Conseil d’administration), состоящий из 14 членов, 2 из которых назначаются парламентом, 5 - Президентом Республики по предложению Совета Министров, 2 - трудовым коллективом, 5 - Управлением по регулированию аудиовизуальных и цифровых коммуникаций[4]

## Подразделения
- (в 2010-2015 гг.)
  - единица информации;
  - единица спорта;
  - филиал «Франс 2»;
    - единица программ;
    - единица коммуникаций;
    - цифровая единица;

  - филиал «Франс 3»;
    - единица программ;
    - единица коммуникаций;
    - цифровая единица;

  - филиал «Франс 4»;
    - единица программ;
    - единица коммуникаций;
    - цифровая единица;

  - филиал «Франс 5»;
    - единица программ;
    - единица коммуникаций;
    - цифровая единица;
- (с 2015 года)
  - Единица антенны;
  - Единица программ;
  - Единица информации;
  - Единица спорта;
  - Единица фикшена;
  - Единица кино;
  - Коммерческая единица;
  - Единица региональных сетей «Франс 3»
  - Цифровая единица;
  - Единица коммуникаций[5];

## Филиалы
- (в 2010-2016)
  - «Франс 3 Альп» (France 3 Alpes) в Ла-Тронше (пригород Гренобля);
  - «Франс 3 Овернь» (France 3 Auvergne) в Шамальере (пригород Клермон-Феррана);
  - «Франс 3 Рон-Альп» (France 3 Rhône-Alpes) в Лионе;
  - «Франс 3 Бургонь» (France 3 Bourgogne) - филиал компании в бывшей области Бургонь, расположен в Дижоне;
  - «Франс 3 Франш-Конте» (France 3 Franche-Comté) - филиал компании в бывшей области Франш-Конте, расположен в Безансоне;
  - «Франс 3 Бретань» (France 3 Bretagne) - филиал компании в области Бретань, расположен в Ренне;
  - «Франс 3 Па-де-Луар» (France 3 Pays de la Loire) - филиал компании в области Земли Луары, расположен в Нанте;
  - «Франс 3 Корс» (France 3 Corse) - филиал компании в области Корсика, расположен в Аяччо;
  - «Франс 3 Эльзас» (France 3 Alsace) - филиал компании в бывшей области Эльзас, расположен в Страсбурге;
  - «Франс 3 Шампань-Арден» (France 3 Champagne-Ardenne) - филиал компании в бывшей области Шампань-Арденны, расположен в Реймсе;
  - «Франс 3 Лоррэн» (France 3 Lorraine) - филиал компании в бывшей области Лотарингия, расположен в Нанси;
  - «Франс 3 Нор-Па-де-Кале» (France 3 Nord-Pas-de-Calais) - филиал компании в бывшей области Нор-па-де-Кале, расположен в Лилле;
  - «Франс 3 Пикарди» (France 3 Picardie) - филиал компании в бывшей области Пикардия, расположен в Амьене;
  - «Франс 3 Пари-Иль-де-Франс» (France 3 Paris Île-de-France) - филиал компании в области Иль-де-Франс, был расположен в Ванве;
  - «Франс 3 Сентр-Валь-де-Луар» (France 3 Centre-Val de Loire) - филиал компании в области Центр, расположен в Орлеане;
  - «Франс 3 Норманди Руан» (France 3 Normandie Rouen) - филиал компании в области Верхняя Нормандия, расположен в Руане;
  - «Франс 3 Норманди Кан» (France 3 Normandie Caen) - филиал компании в области Нижняя Нормандия, расположен в Кане;
  - «Франс 3 Аквитэн» (France 3 Aquitaine) - филиал компании в области Аквитания, был расположен в Бордо;
  - «Франс 3 Лимузен» (France 3 Limousin) - филиал компании в области Лимузен, был расположен в Лиможе;
  - «Франс 3 Пуату-Шарант» (France 3 Poitou-Charentes) - филиал компании в области Пуату-Шаранта, был расположен в Пуатье;
  - «Франс 3 Лангедок-Руссильон» (France 3 Languedoc-Roussillon) - филиал компании в области Лангедок-Руссильон, был расположен в Монпелье;
  - «Франс 3 Миди-Пиренее» (France 3 Midi-Pyrénées) - филиал компании в области Юг-Пиринеи, был расположен в Тулузе;
  - «Франс 3 Кот-д'Ажур» (France 3 Côte d'Azur) в Антибе;
  - «Франс 3 Прованс-Альп» (France 3 Provence-Alpes) в Марселе;
  - «Гуаделуп Ля Премьер» (Guadeloupe La Première) - филиал компании в заморском департаменте Гваделупа;
  - «Гвиан Ля Премьер» (Guyane La Première) - филиал компании в заморском департаменте Гвиана;
  - «Мартинике Ля Премьер» (Martinique La Première) - филиал компании в заморском департаменте Мартиника;
  - «Майотт Ля Премьер» (Mayotte La Première) - филиал компании в заморском департаменте «Майота»;
  - «Нувель-Каледони Ля Премьер» (Nouvelle-Calédonie La Première) - филиал компании в заморской территории Новая Каледония;
  - «Полинези Ля Премьер» (Polynésie La Première) - филиал компании в заморской территории Полинезия;
  - «Реюньон Ля Премьер» (Réunion La Première) - филиал компании в заморском департаменте Реюньон;
  - «Сен-Пьер э Микелон Ля Премьер» (Saint-Pierre et Miquelon La Première) - филиал компании в заморском департаменте Сен-Пьер и Микелон.
- (с 2016 года)
  - «Франс 3 Овернь-Рон-Альпэ» (France 3 Auvergne-Rhône-Alpes) - филиал компании в регионе Овернь-Рона-Альпы, расположен в Лионе;
  - «Франс 3 Бургонь-Франш-Конте» (France 3 Bourgogne-Franche-Comté) - филиал компании в регионе Бургундия-Франш-Конте, расположен в Дижоне;
  - «Франс 3 Бретань» (France 3 Bretagne) - филиал компании в регионе Бретань, расположен в Ренне;
  - «Франс 3 Па-де-Луар» (France 3 Pays de la Loire) - филиал компании в регионе Земли Луары, расположен в Нанте;
  - «Франс 3 Корс» (France 3 Corse) - филиал компании в регионе Корсика, расположен в Аяччо;
  - «Франс 3 Гран-Эст» (France 3 Grand Est) - филиал компании в регионе Гран-Эст, расположен в Страсбурге;
  - «Франс 3 О-де-Франс» (France 3 Hauts-de-France) - филиал компании в регионе Верхняя Франция, расположен в Лилле;
  - «Франс 3 Пари-Иль-де-Франс» (France 3 Paris Île-de-France) - филиал компании в регионе Иль-де-Франс, расположен в Париже;
  - «Франс 3 Сентр-Валь-де-Луар» (France 3 Centre-Val de Loire) - филиал компании в регионе Центр, расположен в Орлеане;
  - «Франс 3 Норманди» (France 3 Normandie) - филиал компании в регионе Нормандия, расположен в Руане;
  - «Франс 3 Новелль-Аквитэн» (France 3 Nouvelle-Aquitaine) - филиал компании в регионе Новая Аквитания, расположен в Бордо;
  - «Франс 3 Окситани» (France 3 Occitanie) филиал компании в регионе Окситания, расположен в Тулузе;
  - «Франс 3 Прованс-Альп-Кот-д'Ажур» (France 3 Provence-Alpes-Côte d'Azur) филиал компании в регионах Прованс-Альпы-Лазурный Берег, расположен в Марселе;
  - «Гуаделуп Ля Премьер» (Guadeloupe La Première) - филиал компании в заморском департаменте Гваделупа;
  - «Гвиан Ля Премьер» (Guyane La Première) - филиал компании в заморском департаменте Гвиана;
  - «Мартинике Ля Премьер» (Martinique La Première) - филиал компании в заморском департаменте Мартиника;
  - «Майотт Ля Премьер» (Mayotte La Première) - филиал компании в заморском департаменте «Майота»;
  - «Нувель-Каледони Ля Премьер» (Nouvelle-Calédonie La Première) - филиал компании в заморской территории Новая Каледония;
  - «Полинези Ля Премьер» (Polynésie La Première) - филиал компании в заморской территории Полинезия;
  - «Реюньон Ля Премьер» (Réunion La Première) - филиал компании в заморском департаменте Реюньон;
  - «Сен-Пьер э Микелон Ля Премьер» (Saint-Pierre et Miquelon La Première) - филиал компании в заморском департаменте Сен-Пьер и Микелон.

## Финансирование
Телекомпания финансируется Министерством экономики и финансов Франции преимущественно от средств от сбора абонемента (Redevance audiovisuelle) со всех владельцев радиоприёмников и телевизоров, в меньшей степени - за счёт продажи рекламного времени, продажи прав на разовый показ фильмов, телефильмов и телесериалов телекомпании другим телеорганизациям, продажи прав на создание по их мотивам других художественных произведений (новеллизаций, приквелов, сиквелов, римейков, видеоигр, комиксных адаптаций) и сопутствующей продукции (игрушек, одежды с изображением персонажей и т. д.), и их продажи населению на видеоносителях для индивидуального просмотра.

## Членство
Компания являлась
- членом Европейского союза радиовещания;
- членом ассоциации «Медиа Франкофон Пюблик»;
- членом Международного совета французского радиовещания и телевидения.

## Активы
- 100% капитала компании «Франс 2 Синема» (France 2 Cinéma) (ранее - «Ле Фильм Антенн 2» (Les Films Antenne 2)), осуществляющей заказ производства телефильмов, выпускаемых в прокат, в прошлом только для «Франс 2», ныне для «Франс Телевизьон» в целом; Возглавляется генеральным директором, которому подчинён заместитель генерального директора[6];
- 100% капитала компании «Франс 3 Синема» (France 3 Cinéma) (ранее - «ФР3 Фильм Продакшн» (FR3 Films Production)), осуществляющей заказ производства телефильмов, выпускаемых в прокат, в прошлом только для «Франс 3», ныне для «Франс Телевизьон» в целом; Возглавляется генеральным директором, которому подчинён заместитель генерального директора[7];
- 100% капитала компании «Франс ТВ Студио» («France.tv Studio»), осуществляющей подготовку для «Франс Телевизьон» тематических телепередач, производство телефильмов и телесериалов;
- 100% капитала компании «Франс Телевизьон Пюблисите» («France-TV Publicité») осуществляющей размещение рекламы на каналах по которым вещает телекомпания, а также на некоторых каналах по которым вещают частные телекомпании;
- 100% капитала компании «Франс ТВ Дистрибьюшн» (France-TV Distribution) (создано в 1990 году, ранее - «Франс Телевизион Дистрибьюшн» (France Télévisions Distribution)), осуществляющей заказ записи телефильмов и телесериалов снятых по заказу  «Франс 2 Синема» и «Франс 3 Синема» на лазерные диски, и выдачу согласия на издание художественных произведений по их мотивам (приквелы, сиквелы, римейки, новеллизации, видеодигры), возглавляется президентом, в подчинении у которого находится вице-президент и финансовый директор[8].
- 100% капитала компании «Студио пар Франс.тв слэш» (Studio par France.tv slash),  осуществляющей производство интернет-фильмов и интернет-сериалов;
- 10,73 % (вторая по величине доля, до 2015 года крупнейшая доля - 53 %) капитала телекомпании «Евроньюс» (Euronews SA) вещающая по нескольким одноимённым информационным телепрограммам на разных языках;
- 46,42 % (крупнейший доля) капитала телекомпании «ТВ5 Монд» (TV5Monde SAS) - вещает по одноимённому международному франкоязычному телеканалу, прочие участники - государственные вещательные организации Франции, Бельгии, Швейцарии и Канады;
- 45 % капитала телекомпании «Арте Франс» (Arte France SA) - совместно с немецким обществом с ограниченной ответственностью «Арте Дойчланд ТВ» вещает по франко-германским телепрограммам «Арте Франсес» и «Арте Дойч»;
- с 27 октября 2007 года 34% капитала капитала телекомпании «Планет+ ЦИ» (Planète+ CI) - вещает по одноимённому телеканалу[9], до 13 ноября 2013 года называлась «Плянет Жюстис» (Planète Justice);
- 22,89% капитала рейтингового агентства «Медиаметри» (Médiamétrie);
- около 25% капитала анонимного общества «СЕЦЕМИЕ» (SECEMIE SA) - являлось единственным участником упрощённого анонимного общества СОЦЕМИЕ;
- около 34% капитала анонимного общества «Планет Жюньор» (Planète Juniors) - вещало по одноимённой телепрограмме в 2003-2009 гг., прочие участники - общество «Мультитематикес» (66% капитала);
- около 34% капитала анонимного общества «Планет+ Таласса» (Planète+ Thalassa) - вещало по одноимённой телепрограмме в 1999-2016 гг., прочие участники - общество «Груп Каналь+» (66% капитала);
- в 1998-2019 гг. часть капитала компании «Меццо» (Mezzo) - вещавшей по одноимённой телепрограмме с 1998 года (прочие участники компании «Франс Телеком», «Ля Синквем», «Арте», «Франс 2»), в 2019 году продало свою долю капитала;
- в 2005-2014 гг. 34% капитала компании «Гулли» (Gulli) вещавшей по одноимённой телепрограмме;
- в 1997-2004 гг. 34% капитала компании «Истуар ТВ» (Histoire TV) вещавшей по одноимённой телепрограмме;
- в 2006-2008 гг. 50% капитала компании «Франс 24» (France 24) вещавшей по  телепрограммам «Франс 24», «Франс 24 Инглиш» и «Франс 24 Арабик»
- в 1998-2001 гг. часть капитала телекоммуникационной спутниковой компании «Телевизьон пар сателлит» (Télévision Par Satellite);
- в 2004-2017 гг. гг. 75 % капитала Французского агентства развития медиа» (Agence française de développement médias), которое являлось посредником при продаже телефильмов и телесериалов французскими телеорганизаций иностранным.
- (Прованс-Альпы-Лазурный берег)
  - Телецентр в Ла-Тронше (пригород Гренобля);
  - Телецентр в Шамальере (пригород Клермон-Феррана);
  - Телецентр в Лионе;
- (Бургундия и Франш-Конте)
  - Телецентр в Дижоне;
  - Телецентр в Безансоне;
- (Бретань)
  - Телецентр в Ренне;
- (Земли Луары)
  - Телецентр в Нанте;
- (Корсика)
  - Телецентр в Аяччо;
- (Великий Восток)
  - Телецентр в Страсбурге;
  - Телецентр в Реймсе;
  - Телецентр в Нанси;
- (Верхняя Франция)
  - Телецентр в Лилле;
  - Телецентр в Амьене;
- (Иль-де-Франс)
  - Программный телецентр находится в 15 округе Парижа на бульваре Анри де Франс, 7.
  - до 2017 года - Телецентр в Ванве;
- (Центр)
  - Телецентр в Орлеане;
- (Верхняя Нормандия и Нижняя Нормандия)
  - Телецентр в Руане;
  - Телецентр в Кане;
- (Новая Аквитания)
  - Телецертр в Бордо;
  - Телецентр в Лиможе;
  - Телецентр в Пуатье;
- (Окситания)
  - Телецентр в Монпелье;
  - Телецентр в Тулузе;
- (Прованс-Альпы-Лазурный берег)
  - Телецентр в Антибе;
  - Телецентр в Марселе;

## Цифровое эфирное вещание france.tv
Эфирное:
- Мультиплекс R1 — France 2, France 3, France 5, La Chaîne parlementaire, France Ô, вторая версия France 3 или частный региональный телеканал.
- Мультиплекс R2 — France 4 совместно с рядом частных каналов (D8, BFM TV, iTÉLÉ, D17, Gulli)
- Мультиплекс R5 — France 2 HD совместно с частными телекалами(TF1 HD, M6 HD)

С 5 апреля 2016 года:
- Мультиплекс R1 — France 2, France 3, France 4, France Ô, вторая версия France 3 или частный региональный телеканал.
- Мультиплекс R4 — France 5 совместно с частными телеканалами(M6, Arte, W9, 6Ter)

Спутниковое:
- Транспондер 11509 Гц (спутник Eutelsat 5) — France 2, France 3, France 4, France 0, France Info, France 5, Arte
- Транспондер 11679 Гц (спутник Eutelsat 5) — France 3[10]